# Vertice di Ginevra (1955)
Il Vertice di Ginevra del 18 luglio 1955 fu un incontro tenuto nell'omonima città svizzera durante la Guerra Fredda tra quattro rappresentanti delle potenze vincitrici della seconda guerra mondiale: il presidente degli Stati Uniti Dwight D. Eisenhower, il primo ministro britannico Anthony Eden, il premier dell'Unione Sovietica Nikolaj Bulganin e il primo ministro francese Edgar Faure, conosciuti con l'appellativo inglese di Big Four. Ogni rappresentante era accompagnato dal proprio ministro degli esteri (che facevano parte inoltre del Consiglio dei Ministri degli Esteri): John Foster Dulles, Harold Macmillan, Vjačeslav Molotov e Antoine Pinay. Partecipò anche il Segretario del PCUS Nikita Chruščëv.

## Svolgimento
Lo scopo del vertice del 1955 fu quello di riunire i leader mondiali per iniziare delle discussioni sulla pace. Sebbene abbiano trattato anche altri argomenti (negoziati sulle armi, barriere doganali, diplomazia, guerra nucleare, ecc.), i dibattiti furono influenzati dal comune obiettivo di raggiungere una sicurezza a livello globale.
Il vertice di Ginevra fu visto come un pilastro per la creazione di migliore alleanze e una comunicazione più aperta tra le quattro potenze. Fu proposta la creazione di una comunità internazionale per alleviare le tensioni globali e le sfiducie. Questa comunità avrebbe poi posto le fondamenta critiche di un mondo unito dove la diplomazia sarebbe stata minata dai minimi ostacoli al commercio e al perseguimento di fini comuni.
Furono ampiamente affrontati temi come gli accordi commerciale tra oriente e occidente, le tariffe, la corsa agli armamenti, la sicurezza internazionale e la politica per il disarmo. Il presidente Eisenhower propose il piano Open Skies ("Cieli aperti"), che prevedeva la creazione di un sistema internazionale di monitoraggio dello spazio aereo. Lo scopo di tale politica era quello di impedire alle nazioni di accumulare armi pericolose, e di condurre eventualmente il disarmo di tutte le armi di distruzione di massa. Tuttavia, il piano fu reinterpretato come una sorveglianza reciproca tra USA e URSS che avrebbe dovuto rassicurare le due parti dell'assenza di volontà ostili. Tuttavia, il clima di paura e di sospetti della guerra fredda, portò il leader sovietico Chruščëv a rifiutare la proposta di Eisenhower.
Tra le tematiche vi fu quella riguardante la questione tedesca: dopo la seconda guerra mondiale, la Germania era stata divisa e spartita tra gli Alleati in quattro zone di occupazione militare, successivamente entrate a far parte del territorio della Repubblica Federale Tedesca (a ovest) e della Repubblica Democratica Tedesca (a est).Nel 1955, a seguito dell'entrata in vigore delle Convenzioni Bonn-Parigi firmate tre anni prima, terminò l'occupazione alleata nella RFT e la leadership federale si propose come legittimo rappresentante degli interessi tedeschi, appoggiando politiche sfavorevoli alla RDT. Chruščëv, vedendo lontana una possibile riunificazione tedesca, propose al Vertice di Ginevra la propria Teoria dei due Stati, secondo la quale le due Germanie avrebbero dovuto gradualmente riappacificarsi e riconoscersi a livello internazionale, rimandando così la questione tedesca ad un periodo più propizio.
La questione su i trattati commerciali tra il blocco occidentale e orienta fu affrontata con estrema cautela: tutti i precedenti dibattiti Est-Ovest per questioni commerciali furono in passato delle occasioni per discorsi accesi. Né il Regno Unito né gli USA erano intenzionati a condividere il controllo delle loro sfere commerciali a meno che non ne avessero tratto dei chiari vantaggi strategici. Le quattro potenze si trovarono quindi ad uno stallo perché non volevano compromettere i loro rapporti per il bene della comunità mondiale. Inoltre, nonostante ogni Paese comprendesse l'importanza e i benefici della pace, non vi è mai stata una fiducia reciproca tale da garantire il successo di questo tipo di incontri.

## Risultati
Sebbene non fosse stato raggiunto alcun accordo, il Vertice di Ginevra fu considerato come un primo passo importante per cercare di alleviare le tensioni tra le superpotenze della guerra fredda.